# Route nationale 116
Die Route nationale 116, kurz N 116 oder RN 116, war bis 2023 eine französische Nationalstraße, die 1824 zwischen Perpignan und Bourg-Madame festgelegt wurde. Sie geht auf die Route impériale 136 zurück. Ihre Länge beträgt 100 Kilometer. Zwischen Perpignan und Ille-sur-Têt wurde sie auf eine Schnellstraße nördlich der Originaltrasse gelegt. Diese trägt seit ihrer Abstufung die Nummer D66.

## Streckenverlauf
| Position | höchste zulässige Gesamtgeschwindigkeit | Fahrbahnen | Typ  | km                                                  | Abschnitt                                        | Längengrad | Breitengrad |
| -------- | --------------------------------------- | ---------- | ---- | --------------------------------------------------- | ------------------------------------------------ | ---------- | ----------- |
| 1        | 110                                     | 2          |      | Beginn der Autobahn mit Kreisverkehr                | D900_66Rd-pt de Rotterdam \ rocade Saint-Charles | 42.6942    | 2.8508      |
| 2        | 110                                     | 2          | 3.5  | Vollständige Anschlussstelle                        | Le Soler                                         | 42.6870    | 2.8113      |
| 3        | 110                                     | 2          | 8.5  | Vollständige Anschlussstelle                        | Saint-Féliu-d’Avall                              | 42.6826    | 2.7493      |
| 4        | 110                                     | 2          | 12   | Vollständige Anschlussstelle                        | Millas                                           | 42.6928    | 2.7080      |
| 5        | 110                                     | 2          | 19.5 | Vollständige Anschlussstelle                        | Ille-sur-Têt                                     | 42.6796    | 2.6300      |
| 6        | 110                                     | 2          | 21.5 | Vollständige Anschlussstelle                        | Ille-sur-Têt                                     | 42.6623    | 2.6024      |
| 7        | 90                                      | 1          | 23   | Ende an Kreisverkehr                                | Ille-sur-Têt                                     | 42.6563    | 2.5860      |
| 8        | 110                                     | 2          |      | in Planung Ende an KreisverkehrEnde an Kreisverkehr | Ille-sur-Têt – Prades                            |            |             |

## N 116a
Die Route nationale 116A, kurz N 116A oder RN 116A, war von 1933 bis 1973 ein Seitenast der N116, der von dieser in Villefranche-de-Conflent abzweigte und auf den Col de Jou führte. Ihre Länge betrug 12,5 Kilometer.